# L'avvenimento cristiano
L'avvenimento cristiano (sottotitolato Uomo Chiesa Mondo) è un saggio antologico del sacerdote cattolico e teologo Luigi Giussani, fondatore del movimento Comunione e Liberazione, pubblicato nel 1993.
Uscito per l'etichetta BUR nella collana Supersaggi, fu il primo libro di Giussani per l'editore Rizzoli dopo che per anni i suoi testi erano stati curati da Jaca Book.

## Storia editoriale
Fu l'allora dirigente della casa editrice milanese Giovanni Ungarelli a chiedere al sacerdote brianzolo di pubblicare un libro per Rizzoli dopo aver letto Il senso della nascita, dialogo tra il drammaturgo Giovanni Testori e lo stesso Giussani. Non potendo impegnarsi a scrivere un testo nuovo, Giussani selezionò alcuni testi provenienti dai suoi interventi più recenti. Ungarelli fece pubblicare immediatamente L'avvenimento cristiano (che fu il primo libro a riportare una fotografia del sacerdote in copertina).
Visto il buon riscontro e nonostante qualche perplessità all'interno della casa editrice, Ungarelli chiese a Giussani un ulteriore passo che si concretizzò nella collana editoriale I libri dello spirito cristiano, diretta dallo stesso Giussani (sul modello della precedente iniziativa editoriale I libri della speranza diretta per Rizzoli da Testori). Giussani selezionò un numero consistente di titoli da dare alle stampe. Libri che lo avevano colpito e che, spesso dimenticati o di difficile reperibilità nelle loro edizioni originali, il sacerdote consigliava e indicava agli appartenenti di Comunione e Liberazione come particolarmente significativi. Testi in cui emerge «uno spirito cristiano impegnato a scoprire e verificare la ragionevolezza della fede».
Nel 2003 L'avvenimento cristiano fu rieditato proprio nella collana I libri dello spirito cristiano rivisto e corretto e con l'aggiunta dell'apparato di note, delle fonti bibliografiche e degli indici tematici.

## Contenuti
La prima parte del volume, incentrata sull'avvenimento cristiano, contiene, oltre a una inedita lezione del 1992, l'intervento di don Giussani incentrato sul battesimo alla VII Assembrea generale del Sinodo dei vescovi dell'ottobre del 1987 sul tema Vocazione e missione dei laici nella Chiesa e nel mondo. La seconda parte contiene interventi e meditazioni recenti di Giussani tenuti durante incontri e assembree del movimento di CL pubblicate in precedente per lo più dalla rivista Litterae Communionis (organo ufficiale del movimento) e riguardanti la Chiesa. La terza e ultima parte è invece incentrata sul tema delle opere e contiene interventi in prevalenza tenuti durante le annuali assemblee nazionali della Compagnia delle Opere tra il 1987 e il 1993.
In appendice il volume contiene un'intervista a don Giussani di Gianluigi Da Rold, all'epoca inviato del Corriere della Sera, realizzata durante un pellegrinaggio a Lourdes e pubblicata sullo stesso quotidiano nell'ottobre del 1992.

## Edizioni
- Luigi Giussani, L'avvenimento cristiano, 1ª ed., Milano, BUR, collana Supersaggi, 1993,  p. 129, ISBN 88-17-11110-4.
- Luigi Giussani, L'avvenimento cristiano, 1ª ed., Milano, BUR, collana I libri dello spirito cristiano, febbraio 2003,  p. 160, ISBN 88-17-10101-X.